# Michael Maggi
Michael Maggi [ˈmadːʒi] (* 29. September 1807 in Monza; † 1881) war ein italienischer Immigrant in der Schweiz. Sein Sohn Julius Maggi gründete die Maggi-Werke im zürcherischen Kemptthal.

## Leben
Michael Maggi stammt aus der lombardischen Stadt Monza und kam 1828 als politischer Flüchtling in die Schweiz, wo er das Bürgerrecht von Affoltern erhielt. Dort ist heute eine Strasse nach ihm benannt. 1839 kaufte er die Neumühle in Frauenfeld und erwarb 1856 die bei der Mühle gelegenen Bleichewiesen samt den Wasserrechten. 1861 erstand Michael Maggi die Hammermühle im zürcherischen Kemptthal. Im Jahre 1867 verkauften seine Nachfolger den Mühlbetrieb in Frauenfeld an Martini, Tanner & Cie. und verlegten den Firmensitz nach Kemptthal.

## Familie
Michael Maggi heiratete am 30. Mai 1839 Sophie Esslinger (geschiedene Hotz), die Tochter des Zürcher Grossrats Johannes Esslinger. Diese brachte den dreijährigen Sohn  mit in die Ehe, welcher von Maggi adoptiert wurde. Zusammen hatten sie fünf Kinder, wovon der am 9. Oktober 1846 in Frauenfeld einzig gemeinsam geborene Sohn Julius Michael Johannes Maggi es zu grosser Bekanntheit brachte. Im Jahre 1869 übernahm dieser die Hammermühle in Kemptthal, konnte den Betrieb vergrössern und so die Maggi-Werke ins Leben rufen. Der Adoptivsohn Eugen Maggi (*1836) mietete ab 1874 die Zürcher Stadtmühle, welche dann 1894 durch seine Söhne Eugen (*1868) und Armin gekauft wurde.